# Jerry Greenfield

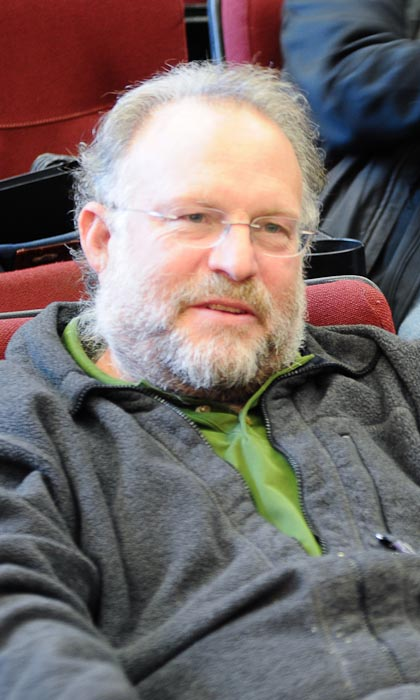
Jerry Greenfield

Jerry Greenfield (14 maart 1951) is medeoprichter van het bekende ijsmerk Ben & Jerry's, samen met Ben Cohen.

## Geschiedenis
Greenfield ontmoette Cohen op school in Merrick in 1962 tijdens de gymles. Ze waren beste vrienden op de middelbare school. Na de middelbare school gingen ze beiden een andere kant op. Pas in 1978 herontmoetten ze elkaar. Hetzelfde jaar besloten ze samen een ijsbedrijf te starten. Dit werd Ben & Jerry's, wat vanaf 1996 ook in Nederland verkrijgbaar is.
Hij is getrouwd met Elizabeth Skarie en heeft een zoon, Tyrone.